# Powiat Sawara
Powiat Sawara (jap. 早良郡 Sawara-gun) – dawny powiat w Japonii, w prefekturze Fukuoka.

## Historia[1]

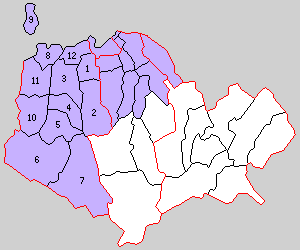
Powiat Sawara (1–12 – 1889 r.)

W pierwszym roku okresu Meiji na terenie powiatu znajdowały się 2 miejscowości i 52 wioski. Powiat został założony 1 listopada 1878 roku. 1 kwietnia 1889 roku powiat został podzielony na miejscowość Nishijin i 11 wiosek: Torikai, Hiigawa, Hara, Taguma, Irube, Uchino, Wakiyama, Meinohama, Nokonoshima, Kanatake i 山門村.
- 1891 rok – wioska 山門村 zmieniła nazwę na Iki.
- 10 stycznia 1893 – wioska Meinohama (jap. 姪ノ浜村) zdobyła status miejscowości i zmieniła nazwę na Meinohama (jap. 姪浜町). (2 miejscowości, 10 wiosek)
- 1 listopada 1919 – wioska Torikai została włączona do miasta Fukuoka. (2 miejscowości, 9 wiosek)
- 1 kwietnia 1922 –  miejscowość Nishijin została włączona do miasta Fukuoka. (1 miejscowość, 9 wiosek)
- 1 kwietnia 1929 – wioski Hara i Hiigawa zostały włączone do miasta Fukuoka. (1 miejscowość, 7 wiosek)
- 1 kwietnia 1933 –  miejscowość Meinohama została włączona do miasta Fukuoka. (7 wiosek)
- 15 października 1941 –  wioski Iki i Nokonoshima zostały włączone do miasta Fukuoka. (5 wiosek)
- 1 października 1954 –  Wioska Taguma została włączona do miasta Fukuoka. (4 wioski)
- 1 stycznia 1955 – w wyniku połączenia wiosek Uchino, Wakiyama i Irube powstała wioska Sawara. (2 wioski)
- 1 sierpnia 1956 – wioska Sawara zdobyła status miejscowości. (1 miejscowość, 1 wioska)
- 27 sierpnia 1960 – Wioska Kanetake została włączona do miasta Fukuoka. (1 miejscowość)
- 1 marca 1975 – miejscowość Sawara została włączona do miasta Fukuoka. W wyniku tego połączenia powiat został rozwiązany.